# Lemma von Rasiowa-Sikorski
Das Lemma von Rasiowa-Sikorski, benannt nach den polnischen Mathematikern Roman Sikorski und Helena Rasiowa, ist in der Mengenlehre grundlegend für die Entwicklung der Forcing-Methode. Es sichert die Existenz von Filtern mit gewissen Eigenschaften.

## Aussage
Sei {\displaystyle \langle P,\leq _{P}\rangle } eine Quasiordnung, und {\displaystyle {\mathcal {D}}} eine höchstens abzählbare Menge von dichten Teilmengen von {\displaystyle P}. Dann gibt es für jedes {\displaystyle p_{0}\in P} einen Filter {\displaystyle F\subseteq P} mit den Eigenschaften:
- {\displaystyle p_{0}\in F}
- {\displaystyle D\cap F\neq \emptyset }, für alle {\displaystyle D\in {\mathcal {D}}}.

Filter mit der letzten Eigenschaft werden auch {\displaystyle {\mathcal {D}}}-generisch genannt.

## Beweis
Sei {\displaystyle D_{1},D_{2},\dots } eine Aufzählung der Mengen in {\displaystyle {\mathcal {D}}} und definiere für {\displaystyle n\geq 0} rekursiv:
{\displaystyle p_{n+1}:=}"ein Element {\displaystyle p\in D_{n+1}} mit {\displaystyle p\leq p_{n}}".
Ein solches {\displaystyle p_{n+1}} existiert aufgrund der Dichtheit von {\displaystyle D_{n+1}}.
Dann ist die Menge {\displaystyle F:=\{p\in P\mid \exists n\in \mathbb {N} :p_{n}\leq p\}} ein derartiger Filter.

## Erweiterungen
Die Aussage wird im Allgemeinen falsch, wenn {\displaystyle {\mathcal {D}}} die Kardinalität {\displaystyle 2^{\aleph _{0}}} hat. Die Frage, ob das Lemma für Kardinalzahlen {\displaystyle \kappa } mit {\displaystyle \aleph _{0}<\kappa <2^{\aleph _{0}}} gilt, führt zu Martins Axiom.